# Czarny Staw (powiat policki)
Czarny Staw (niem. Schwarzer See) – wysychające jeziorko leśne, położone kilometr na północ od wsi Witorza oraz 2,5 km na zachód od  wsi Tatynia w powiecie polickim. 
Nazwa polska obowiązuje od 1945 i jest dosłownym tłumaczeniem nazwy niemieckiej Schwarzer See (Schwarz – czarny, See – jezioro).
Zbiornik wodny od XIX wieku wysechł w znacznej części, tworząc bagna i łęgi. Jezioro wraz z kompleksem otaczających je bagien połączone jest kanałem z rzeką Gunicą.